# Transport i Israel
Transport i Israel er godt udviklet, og infrastrukturen bliver forløbende opgraderet for at imødekomme kravene til befolkningstilvæksten, politiske faktorer, Israels forsvar, turisme og øget trafik.

## Hovedveje
Israel har et avanceret vejnetværk med 17 446 km med vej, hvoraf 144 km er motorvej. Vejnettet dækker hele landet.Det mest af motorvejsnettet ligger ved Tel Aviv som er Israel største by, med forstæder.

## Bustilbud
Israel har et godt udviklet bussrutesystem, og busser er landets hovedform for offentlig transport. Egged, Israels største busselskab, er det næststørste i verden, og har ruter over hele landet.
Hver store by eller region har sit eget lokale busselskab, hvoraf det største er Dan Bus Company, som har ruter i Gush Dan. Kavim er næststørst.
Busstationer i Israel, set bort fra holdepladser/busstop, findes i to typer: Terminaler (masof, flertal mesofim) og centrale terminaler (tahana merkazit). Hver terminal dækker en række ruter, normalt over et dusin, mens centrale terminaler kan betjene over hundrede busruter. Den største centrale terminalen i landet er Tel Aviv Central Bus Station, som også er den største busterminal i verden.
Israel har også tilbud for kollektivtaxi (hebraisk – Sherut) med minibusser, som drives af flere private firmaer forskellige steder i landet, i tillæg til normal drosjeservice.

## Rørledning
Israel har 193 km med gasrørledninger; 442 km med olierørledninger; og 261 km med rørledninger for raffinerede produkter.

## Havnebyer og havne

### Middelhavet
- Ashdod
- Ashkelon
- Hadera
- Haifa
- Herzliya
- Tel Aviv-Jaffa

### Rødehavet
Ved Akababugten:
- Eilat

## Handelsflåde
- Total: 18 skibe (med et rumfang på 1000 brutto registerton eller mere), som udgør 716 382 brutto registerton / 845 053 metriske ton dødvægt
- Skibe efter type: én lastebåd, én kemikalietanke, 16 containerskibe (2006)

NB: Der er mange skibe, som er ejet og styret af israelske firmaer, som ikke er taget med i denne liste, da de styres under udenlandske bekvæmmelighedsflag. For eksempel, Israels Zim-navigation er ikke bare det største lasteskibfirma i Israel, men et af de største firmaer i verden.

## Flytransport
Pr. 2006 var der 53 lufthavne i Israel, hvoraf den største og mest kendte er Ben Gurion internationale lufthavn (TLV), som ligger lige ved Tel Aviv, og som bruges af de fleste internationale ruter til og fra Israel. Israels største flyselskab er El Al, som tidligere var statsejet, men som for nylig blev privatiseret. Fly går fra Israel til Nordamerika, Europa, Det fjerne østen og nabolande i Mellemøsten.
Indenlandsflyvninger er ganske normalt i Israel, specielt mellem Tel Aviv og Haifa, og til og fra den sydliggende by Eilat. Indenlandsfly bruger gerne Eilat lufthavn (ETH), som ligger midt i bycentrum, mens internationale ruter med større fly må benytte sig af landets andre, internationale lufthavne, Ovda (VDA) ligger, 60 km nord for bycentrum i Eilat.
Boeing beregner, at 60–80 nye fly vil blive købt af israelske flyselskaber over de næste 20 åre
Ifølge den israelske luftfartsmyndighed bestod den israelske luftflåde af 53 fly pr. 31. januar 2008; 47 passagerfly, fem fragtfly og ét kombi. 41 af disse var Boeing-fly, to var Airbus og ti turbopropfly fra ATR og Bombardier.

### Lufthavne med rullebaner som har fast dække
- Totalt: 30

Rullebanernes længde:
- - over 3.047 m: 2
  - 2.438 til 3.047 m: 4
  - 1.524 til 2.437 m: 8
  - 914 til 1.523 m: 10
  - under 914 m: 6 (2006)

### Lufthavne uden fast dække på rullebanen
- Totalt: 23
  - 2.438 til 3.047 m: 1
  - 1.524 til 2.437 m: 2
  - 914 til 1.523 m: 2
  - under 914 m: 20 (2006)

### Helikopterlufthavne
- 3 (2006)

### Flyselskaber
- El Al
  - Sun d'Or International
- Arkia Israel
- Israir

## Jernbaner
- Totalt: 899 km

### Jernbaneforbindelser med nabolande
- Libanon – ikke operativt
- Syrien – ikke operativt
- Jordan – foreslået
- Egypten – ikke operativt